# تحلل شتريكر
تحلل شتريكر هو تفاعل كيميائي يتضمن تحول حمض أميني ألفا إلى ألدهيد عبر المرور بمركب وسطي من الإيمين.
ينسب هذا التفاعل إلى مكتشفه الكيميائي الألماني أدولف شتريكر؛ والذي توصل إليه عند تفاعل الأمين مع ألوكسان المادة المؤكسدة في الخطوة الأولى، تلا ذلك حدوث تفاعل حلمهة
يمكن حدوث هذا التفاعل باستخدام كواشف كيميائية مختلفة.